# 川村静児
川村 静児（かわむら せいじ、1958年 - ）は、日本の物理学者。名古屋大学大学院理学研究科教授。専門は、重力波物理学。理学博士（東京大学、1989年）。

## 略歴
- 1977年：土佐高等学校卒業
- 1981年：早稲田大学理工学部物理学科卒業
- 1983年：早稲田大学大学院理工学研究科修士課程修了（工学修士）
- 1985年：東京大学大学院理学系研究科修士課程修了（理学修士）
- 1989年：東京大学大学院理学系研究科博士課程修了（理学博士）
- 1989年：カリフォルニア工科大学 Research Fellow。後にStaff Scientist。
- 1992年：宇宙科学研究所にて研究
- 1993年：カリフォルニア工科大学 Staff Scientist。後にMember of Professional Staff。
- 1997年：国立天文台助教授、後に准教授。
- 2011年：東京大学宇宙線研究所教授（重力波推進室、後に重力波観測研究施設）
- 2017年：名古屋大学大学院理学研究科教授
- 2024年：名古屋大学名誉教授

## 業績
- 宇宙科学研究所において、日本初のレーザー干渉計型重力波検出器TENKO10を開発。
- カリフォルニア工科大学において、レイナー・ワイスやキップ・ソーンらとともにレーザー干渉計型重力波観測所LIGOプロジェクトに従事。特に、40mプロトタイプの感度を向上させ、世界最高感度の達成に主導的役割を果たす。また、LIGOの鏡吊り下げグループのリーダーとしてこれを開発。さらに、Advanced LIGOのカリフォルニア工科大学における技術開発リーダーとしてこれを推進。
- 国立天文台において、TAMA300の建設に従事し、装置グループのリーダーとして、世界最高感度を達成。
- 国立天文台において、スペース重力波アンテナDECIGOを立ち上げ代表として推進。また、第三世代検出器のための全く新しい検出手法を開発。
- 東京大学宇宙線研究所において、大型低温重力波望遠鏡KAGRAのサブプロジェクトマネージャーおよびコミッショニング・グループのリーダーとして建設・コミッショニングに従事。
- 名古屋大学において、スペース重力波アンテナDECIGOを代表として推進。また、第三世代検出器のための全く新しい検出手法を開発。

## 著書
- 重力波とは何か: アインシュタインが奏でる宇宙からのメロディー(幻冬舎新書　2016年)
- 重力波物理の最前線(共立出版　2018年)

### 共著
- 21世紀の宇宙観測（誠文堂新光社　2002年）